# Sociedad Catalana de Ciencias Físicas, Químicas y Matemáticas
La Sociedad Catalana de Ciencias Físicas, Químicas y Matemáticas (en catalán: Societat Catalana de Ciències Físiques, Químiques i Matemàtiques, SCCFQM) fue una filial del Instituto de Estudios Catalanes, creada en el año 1932 con la finalidad de agrupar a científicos de diferentes ramas.

## Historia
En la fundación de la Sociedad Catalana de Ciencias Físicas, Químicas y Matemáticas confluyeron científicos procedentes de diversos ámbitos: de la Universidad, de la Escuela Técnica Superior de Ingeniería Industrial de Barcelona, del Servicio Meteorológico de Cataluña –dirigidos por Eduard Fontserè–, y los agrupados en torno a la revista Ciència, iniciada en 1926 bajo la dirección de Ramon Peypoch Pich. De este último núcleo ya había surgido la Sociedad de Química de Cataluña, que anunció su disolución al final de 1931 y el ingreso de sus asociados a la nueva sociedad, de la que fueron el grupo fundador más numeroso.
Josep Estalella Graells fue su primer presidente. Lo sucedió Eduard Fontserè, entre los periodos de 1933-1935 y 1936-1939, siguiendo como presidente de la Sección de Ciencias del Instituto hasta 1959, cuando se iniciaron de nuevo las actividades en la clandestinidad con una nueva junta presidida por Antoni Esteve Subirana. Entre sus actividades destacaron los cursos organizados en colaboración con la CIRIT, los Encuentros sobre Investigación Experimental en Física y Química (dentro del ámbito de la Universidad Catalana de Verano), los Premios para Estudiantes, la edición del Boletín y otras publicaciones, y la organización de grupos de trabajo. En 1986 se dividió en cuatro sociedades filiales del IEC: la Sociedad Catalana de Tecnología, la Sociedad Catalana de Física, la Sociedad Catalana de Matemáticas y la Sociedad Catalana de Química.

## Presidentes
Durante el transcurso de su historia, entre los años 1932 y 1986, sus presidentes fueron:
- Josep Estalella Graells (1932-1938)
- Eduard Fontserè Riba (1939-1959)
- Antoni Esteve Subirana (1959-1968)
- Josep Teixidor Batlle (1968-1973)
- Enric Casassas Simó (1973-1976)
- Heribert Barrera Costa (1976-1978)
- Joan Casulleras Regàs (1978-1981)
- Josep M. Tura Soteras (1981-1985)
- Joaquim Sales Cabré (1985-1986)